# 中村平三郎
中村平三郎（なかむら へいざぶろう、1893年 - 没年不詳）は、沖縄県の空手家。空手は屋部憲通、国吉真吉に師事した。

## 経歴
明治26年本部町字渡久地に生まれる。17歳から空手の修行を始める。師範学校では屋部憲通の指導を受けた。
教員として奉職、昭和21年（1946年）本部小学校15代校長に就任、昭和32年3月（1957年）退職。
1961年の古武道発表会当時は本部区教育委員長であった。
学生時代に名護の国吉真吉に師事しチソウチンを伝承した。
1961年の第一回古武道発表会で国吉のチソウチンを演武した。最近、この発表会の動画が公開され、その概要が判明した。